# Instituto de Investigación y Desarrollo en Bioingeniería y Bioinformática
El Instituto de Investigación y Desarrollo en Bioingeniería y Bioinformática (IBB) es un centro argentino de investigación y desarrollo dedicado a la bioinformática y bioingeniería. Su filiación es de doble dependencia entre la Universidad Nacional de Entre Ríos y el CONICET. Fue creado el 15 de junio de 2017 por la resolución 1399 del CONICET.
El instituto no cuenta con edificio propio, funciona en la Facultad de Ingeniería de la Universidad Nacional de Entre Ríos. Forma parte del Centro Científico Tecnológico CONICET Santa Fe.